# Datel zemní
Datel zemní (Geocolaptes olivaceus) je 22–30 cm velký zástupce čeledi datlovitých (Picidae), žijící ve výše položených otevřených skalnatých krajinách na území Jihoafrické republiky. Je stálý. Jak již z jeho samotného názvu plyne, zdržuje se hlavně na zemi, a to v párech nebo malých skupinách. Živí se především mravenci a jejich larvami, požírá však také hmyzí kukly a vajíčka. Hnízdí v norách, které si sám buduje nejčastěji ve strmých potočních březích. V jedné snůšce pak bývají obvykle 3 bílá vejce.

## Galerie

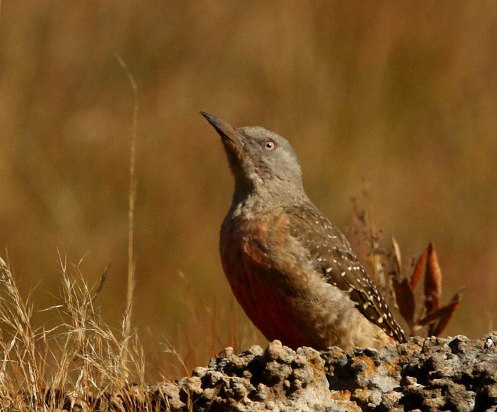
Geocolaptes olivaceus
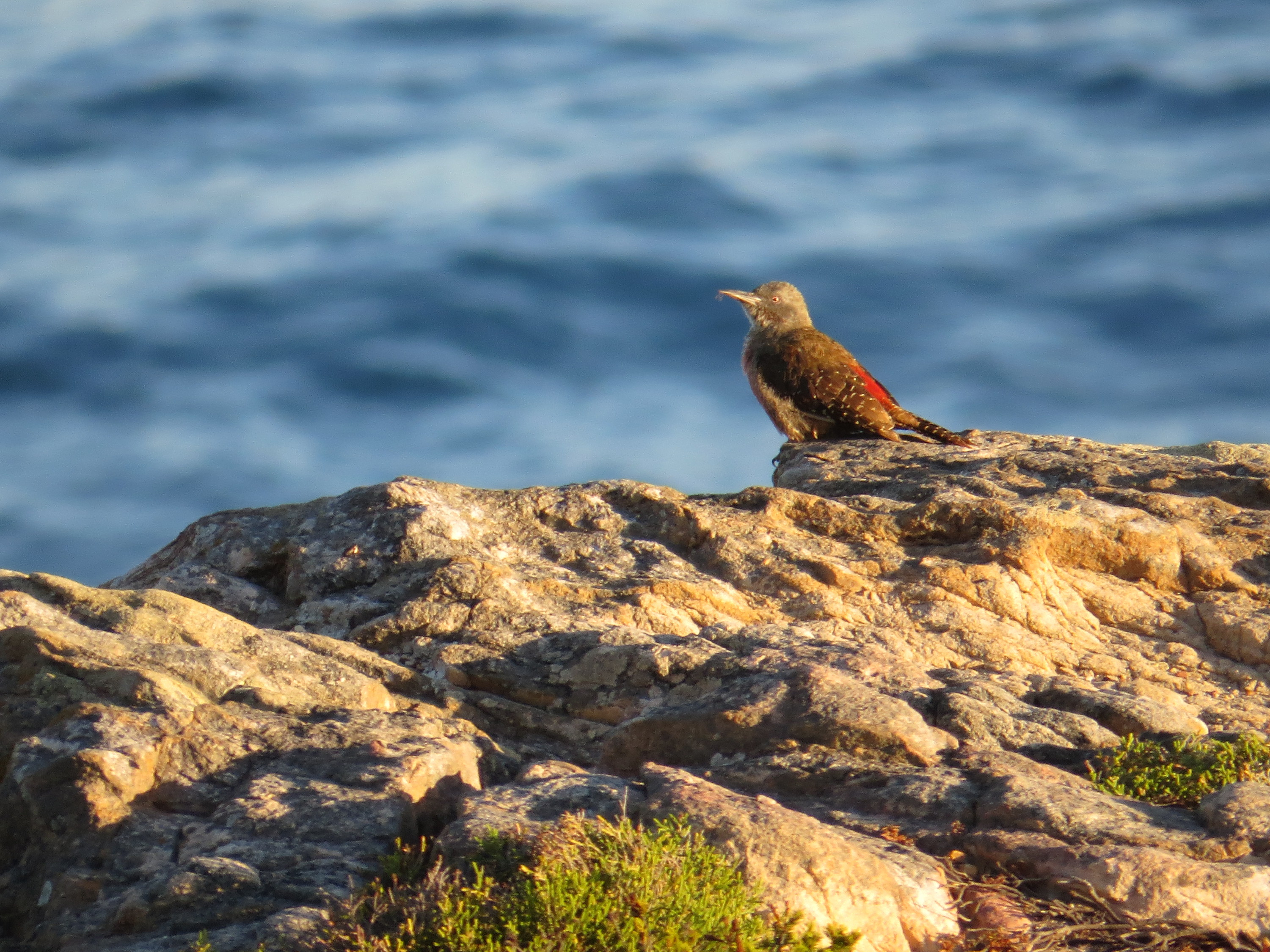
Geocolaptes olivaceus
Geocolaptes olivaceus
Geocolaptes olivaceus